# سایشی پس‌لثوی واک‌دار
سایشی پس‌لثوی واک‌دار (به انگلیسی: Voiced postalveolar fricative) نوعی صدای هم‌خوان (صامت) در زبان‌ها است که در گروهی از زبان‌های جهان استفاده می‌شود.
نمادی که در الفبای آوانگاری بین‌المللی برای این صدا استفاده می‌شود نویسهٔ ʒ است.
حالتی از تلفظ این صامت که با گرد شدن لب‌ها همراه است را در این الفبا به صورت ʒʷ نشان می‌دهند.
در زبان فارسی برای نمایاندن هم‌خوان سایشی پس‌لثوی واک‌دار از حرف «ژ» استفاده می‌شود.